# 亀山一二
亀山 一二（かめやま かずじ、1895年（明治28年）12月9日 - 1980年（昭和55年）3月30日）は、岐阜県初代関市長。元外務省電信課長、駐ソビエト連邦日本大使館参事官。1966年（昭和41年）10月15日、関市名誉市民称号授与。

## 概要・人物
岐阜県武儀郡倉知村（現在の関市）出身。旧制順天中学を経て中央大学経済学部卒業。日本銀行、三井合名に勤務ののち、1921年（大正10年）高等文官試験（行政科）に合格し、翌年外務省入省。ロシア語を東京外語学校で学んだ。
外務省電信課長などを務めた後、在ソ連日本大使館に参事官として勤務。日ソ中立条約を破り赤軍が満州や朝鮮半島に伸長侵略していた終戦（敗戦）後の1945年（昭和20年）12月、秘密指定文書をまとめた。また、満州や朝鮮半島地域で過酷な状況にあった邦人保護を目的に、現地駐在ソ連官憲との折衝の為、外務省が亀山参事官の平壌派遣をGHQを通じてソ連側へ要請したが，ソ連側は応じなかった。　
終戦後も各国の暗号技術と理論は「日進月歩」と予測。日本がさらに後れを取れば、国際舞台で「絶大な不利」を招くと警鐘を鳴らし「過去における辛き失敗の経験を将来に活かす」方策を緊急に確立すべきだとした。 
後に岐阜県関市の初代市長を務めた。

## 家族
- 父・直蔵 - 農業。[4]
- 妻・八重子 - 菊富士ホテル経営者・羽根田幸之助の娘。当時同ホテルの宿泊客は半数以上がロシア人で、東京外語学校ロシア語科の学生が会話の練習によく訪れており、亀山もその一人だった。[4]
- 弟・亀山享二 - 日本火災海上保険常務。京都大学卒。[8][4]

## 逸話
- 今後の方策として亀山は暗号の研究機関強化と研究員養成が必要だとし、具体的には（イ）暗号研究所・機械試作工場再建、暗号格納用金庫試作（ロ）暗号技術員養成所を設置し、数学科などの大学生を外務省委託生とする（ハ）暗号研究員の増員とその優遇－を求めた。
- 正眼寺におかしな坊主がおって一二は会いに行って、「一律（県立）高校に野球部があるから、お前野球をやっていたんだから、若い高校生を相手に心機一転、悲しい気持ちはわかるけども、どうだ、先生にならんか。君はドイツ研修を命ぜられて途中で帰って来たんだけども、復命をすましたか？」問い、復命を書き上げさせ、坊主頭のまま上京し、先生になり、岐阜県教師を満期勤めたのが若狭和朋である。
- 関市市長時代においても、合併問題、上下水道、道路拡張、南部開発などの事業を手がけた。
- 「正と履んで恐れず。」を生活信条とし、清潔潔白、豪般果断、まれにみる人材であったと記されている。
- 1981年（昭和56年）に胸像が建立された。

## 栄典
- 1926年（大正15年）2月10日 - 勲六等瑞宝章[9]
- 時期不明 - 勲三等瑞宝章[1]
- 1980年（昭和55年）3月30日 - 従四位[1]